# California State University, Fresno

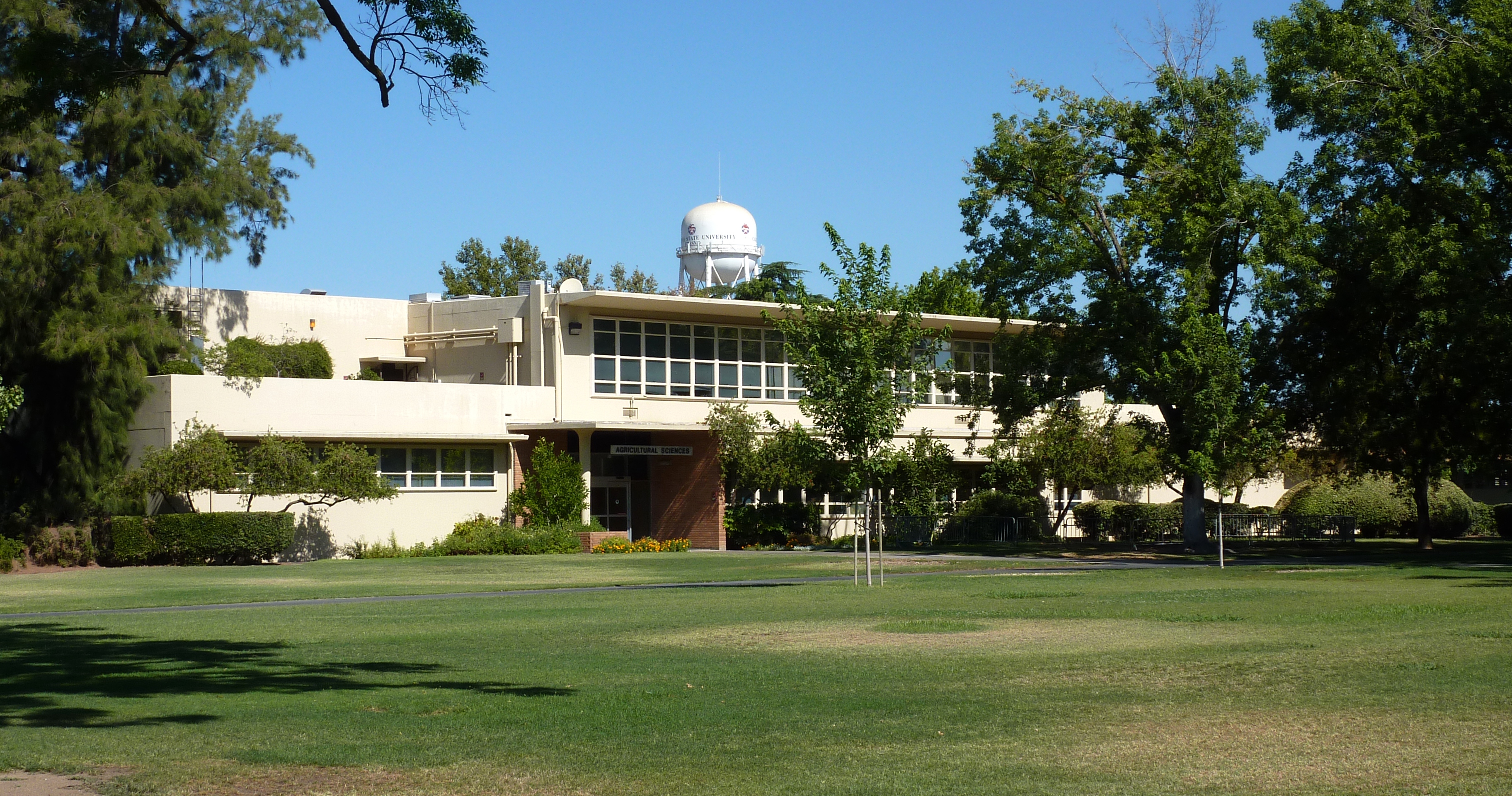
Gebäude der Agrarwirtschaft

Die California State University, Fresno (auch Fresno State genannt) ist eine staatliche Universität im Nordosten von Fresno im US-Bundesstaat Kalifornien. 1911 gegründet, sind heute an der Hochschule etwa 21.000 Studenten eingeschrieben. Die Universität ist Teil des California-State-University-Systems.

## Sport
Die Sportteams der Fresno State sind die Bulldogs. Die Hochschule ist Mitglied in der Mountain West Conference.
Dirk Bauermann, Head Coach der deutschen Basketballnationalmannschaft und des Bundesligisten Brose Baskets Bamberg, war von 1986 bis 1988 als Assistenztrainer bei den Bulldogs tätig.

## Persönlichkeiten
- Robert Beltran – Schauspieler
- Trent Dilfer – American-Football-Spieler
- Richard Douglas Husband – Astronaut
- Paul George – Basketballspieler
- Emily Kuroda – Schauspielerin
- Paul O’Neill – ehemaliger US-Finanzminister
- Jerry Tarkanian – Basketballtrainer
- Derek Carr – American-Football-Spieler
- David Carr – American-Football-Spieler
- Davante Adams – American-Football-Spieler
- Rafer Alston – ehemaliger NBA-Basketballspieler
- Mykal Walker – American-Football-Spieler
- Jane Reichhold – Objektkünstlerin und Haiku-Poetin